# Carrossier du Yorkshire
Le Carrossier du Yorkshire (anglais : Yorkshire Coach Horse) est une race de chevaux carrossiers créée dans le Yorkshire, en Angleterre, par croisement entre le Pur-sang et le Cleveland Bay. Il finit par être intégré à ce dernier en raison d’un manque d'effectifs et à la suite de la fermeture de la société responsable de cette race.

## Histoire

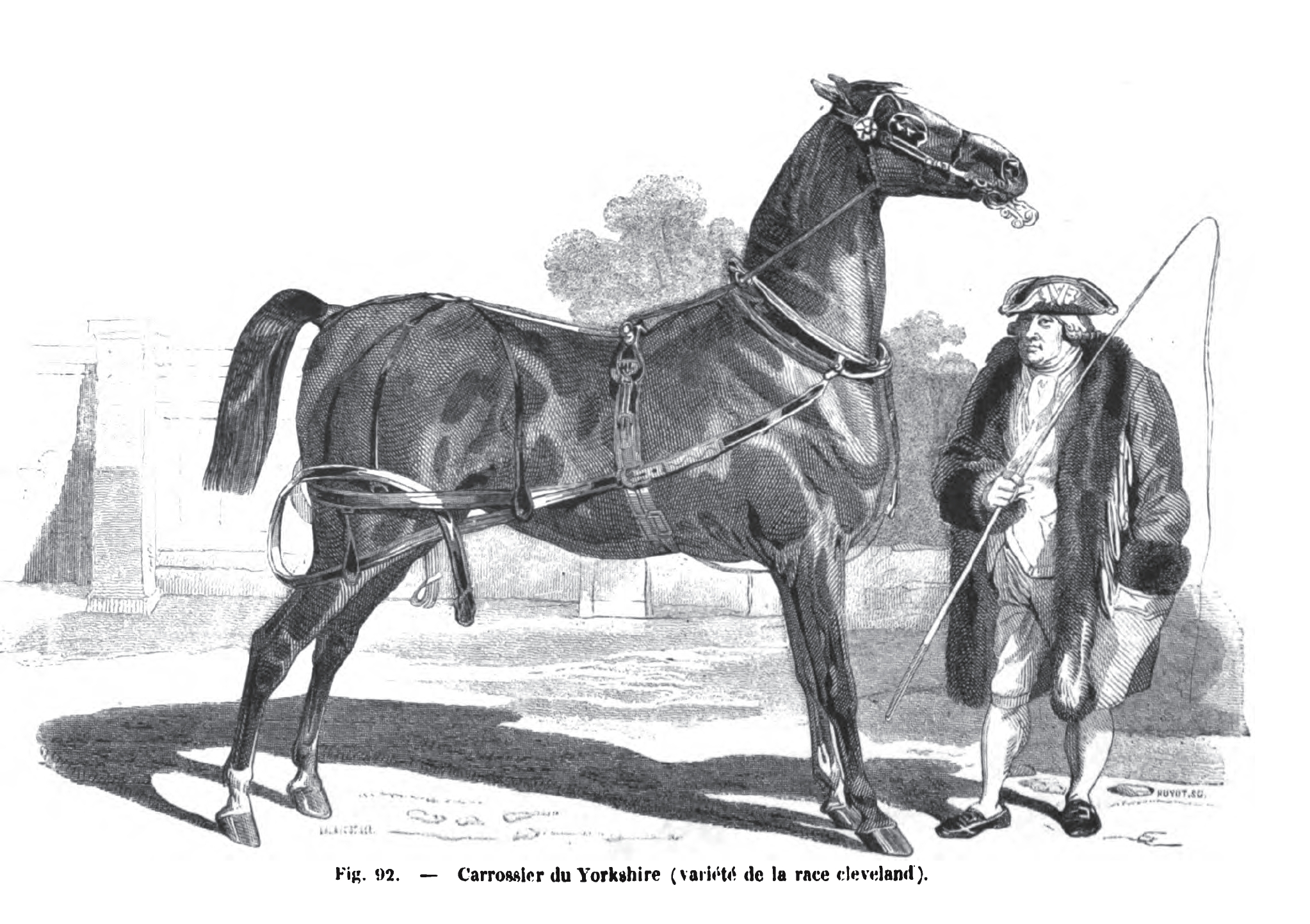
gravure d'un carrossier du Yorkshire dans La connaissance générale du cheval, 1861

À la fin du XVIIIe siècle, le Cleveland Bay a servi à créer le Carrossier du Yorkshire par croisement avec le Pur-sang. Le Yorkshire Coach Horse a été principalement utilisé pour tirer les mail coaches et les voitures de passagers, d'où leur nom. Appelés par certains « Nouveau Cleveland Bay » (New Cleveland Bay), les étrangers distinguaient difficilement les deux races et de nombreux chevaux enregistrés comme Cleveland Bay dans les stud-books européens de chevaux de coche étaient en réalité des Yorkshire Coach Horses. Il en est de même aux États-Unis, où la description de certains chevaux inscrits au début du stud-book américain du Cleveland Bay laisse penser qu'il s'agit en réalité de carrossiers du Yorkshire ; cependant tous ont été enregistrés comme Cleveland Bay, et c'est ainsi qu’ils sont reconnus.
Le carrossier du Yorkshire a été croisé avec le trotteur Norfolk pour donner naissance au Hackney moderne, un très bon cheval d'attelage,.
Au début des années 1920, le nombre de carrossiers du Yorkshire atteint un niveau particulièrement bas. Après la fermeture de la société responsable de la race en 1937, les quelques spécimens restant ont été intégrés au registre du Cleveland Bay, alors dans une situation guère plus favorable.

## Description
C'est un cheval puissant aux formes harmonieuses. Vigoureux et résistant, il mesure entre 1,55 m et 1,65 m. Sa robe est presque toujours baie. Il est très élégant dans ses déplacements

## Utilisations
Il est utilisé pour la chasse à courre et l'attelage.

## Diffusion de l'élevage
L'ouvrage Equine Science (4e édition de 2012) classe le carrossier du Yorkshire parmi les races de chevaux de selle peu connues au niveau international.